# Mother Jones (tijdschrift)
Mother Jones (afgekort Mojo) is een Amerikaans tijdschrift dat zich toelegt op nieuws, commentaar, en onderzoeksjournalistiek over onderwerpen inzake politiek, het milieu, mensenrechten, en cultuur. De politieke strekking van het blad wordt omschreven als liberaal of progressief. Clara Jeffery fungeert als hoofdredacteur van het tijdschrift.
Het tijdschrift werd genoemd naar Mary Harris Jones, bekend als Mother Jones, een Iers-Amerikaanse vakbondsvrouw, socialist, en vurige tegenstander van kinderarbeid.
Het magazine publiceerde enkele opmerkelijke dossiers, onder meer over 
ExxonMobils financiering van klimaatontkenners (mei-juni 2005), huiselijk geweld (juli-augustus 2005), de rol van godsdienst in de politiek (december 2005). en de tijdslijn van de Irakoorlog (september-oktober 2006).
Mother Jones won talrijke persprijzen, maar lag onder vuur vanwege bepaalde controversiële artikels. Ook kwamen enkele misbruiken met stagiairs aan het licht.
Onder meer Michael Moore, Glenn Greenwald en Diane Wilson leverden ooit bijdragen voor het blad.